# Єфремово (Якутія)
Єфремово (рос. Ефремово) — селище Амгинського улусу, Республіки Саха Росії. Входить до складу Амгіно-Нахарінського наслегу.
Населення — 29 осіб (2015 рік).